# Comatule
Comatulida
Ordre
Les comatules (Comatulida) sont un ordre de crinoïdes (échinodermes). Hormis quelques taxons abyssaux, la grande majorité des espèces est mobile et vit à faible profondeur. Les Comatules (de coma : « crinière » en latin) constituent la majorité des crinoïdes actuels, bien que des crinoïdes fixés existent encore dans les autres ordres, et que certaines espèces abyssales de ce groupe aient restauré l'usage d'une tige.

## Description et mode de vie
Les comatules sont un groupe de crinoïdes qui ont généralement la particularité de ne pas être fixés au fond par une tige, mais d'être équipés de cirrhes (sorte de longs doigts articulés et griffus), qui leur permettent de ramper et de s'accrocher à un substrat ou à un objet, par exemple pour se tenir au bout d'une gorgone. Si certaines espèces peuvent être relativement mobiles (voire mener une vie pélagique), la plupart ont cependant des mœurs très sédentaires, et ne se déplaceront que contraintes.
Il est à noter que certains groupes de Comatulida ont cependant restauré l'usage d'une tige calcaire (qui est toujours présente au stade juvénile), notamment des espèces abyssales, telle que Guillecrinus neocaledonicus.
La partie supérieure du corps est globalement proche de celle des autres crinoïdes : le corps est centré autour d'un calice (ou « thèque ») muni de longs bras segmentés, articulés et barbulé pouvant ressembler à des plumes (parfois à une chevelure) et dont les barbules sont appelées « pinnules ». C'est en déployant leurs bras en éventail que ces organismes filtrent l'eau de mer et se procurent leur nourriture (principalement du plancton), qu'ils acheminent jusque vers leur bouche grâce à de petits cils couvrant les bras.
Le calice est une structure plus ou moins ovoïde, composée de plaques calcaires polygonales soudées ou articulées, de structure stéréomique ; il contient les viscères et les organes vitaux (mais l'appareil reproducteur est situé au bout des bras), dont l'« organe cloisonné », situé à la base du calice et qui fait office de cœur. La respiration se fait par l'anus, par contractions permanentes. La face supérieure du calice est appelée « tegmen ». Elle est souple et contient la bouche au centre des 5 sillons ambulacraires, et l'anus, parfois placé au sommet d'une colonne. En prolongement des sillons ambulacraires rayonnent les bras articulés, généralement au nombre de 5 ou 10, plus rarement 2, 4 ou 6. Ces bras peuvent être simples, branchus ou très ramifiés (les pinnules étant la ramification la plus fine). Des sillons ambulacraires partent de la bouche et parcourent les bras : ils portent de petits organes mous (proches des podia des autres échinodermes) souvent couverts d'un mucus collant, qui font circuler la nourriture des bras jusqu'à la bouche comme sur des rails, le long de gouttières bordées de cils qui parcourent les bras jusqu'à la bouche ouverte au centre du calice.
On trouve des comatules dans la plupart des mers et océans du monde, dans toutes les gammes de température et de profondeur. Elles sont cependant plus abondantes dans les écosystèmes tropicaux, et notamment en Océanie.

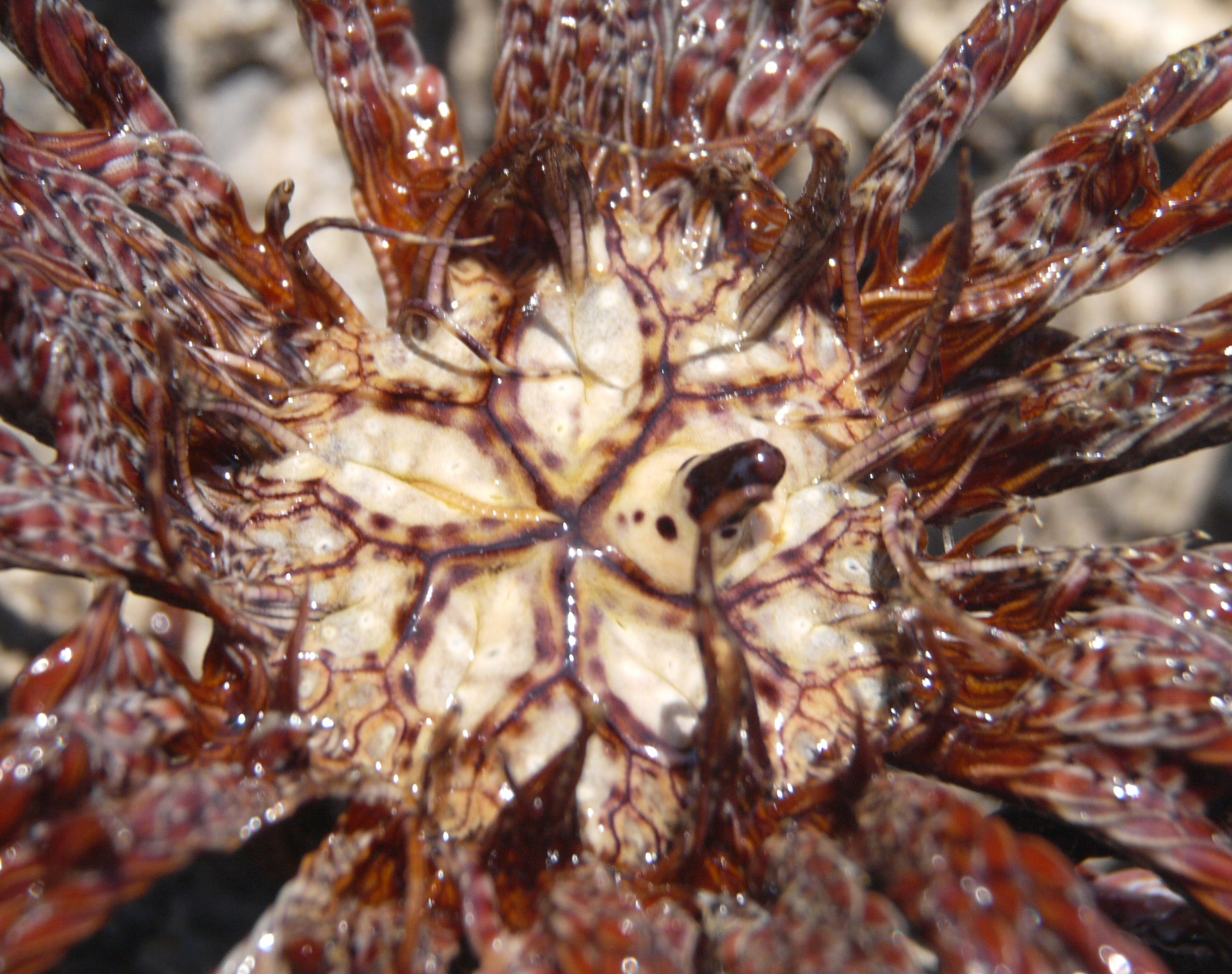
Tegmen du calice d'une Lamprometra palmata. La bouche est au centre des cinq sillons ambulacraires, et l'anus au sommet de la colonne.
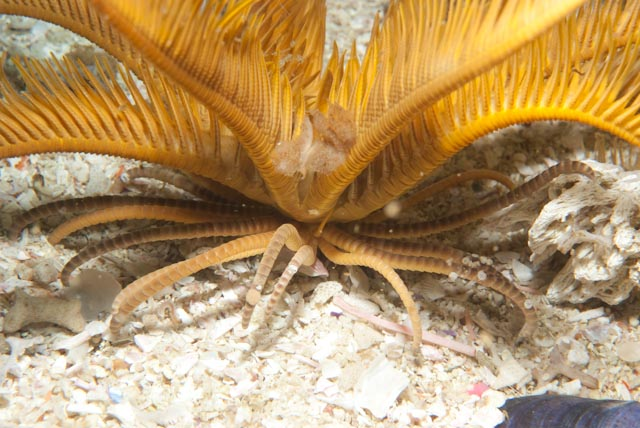
Détail des cirrhes qui permettent aux comatules de se déplacer et de s'accrocher.
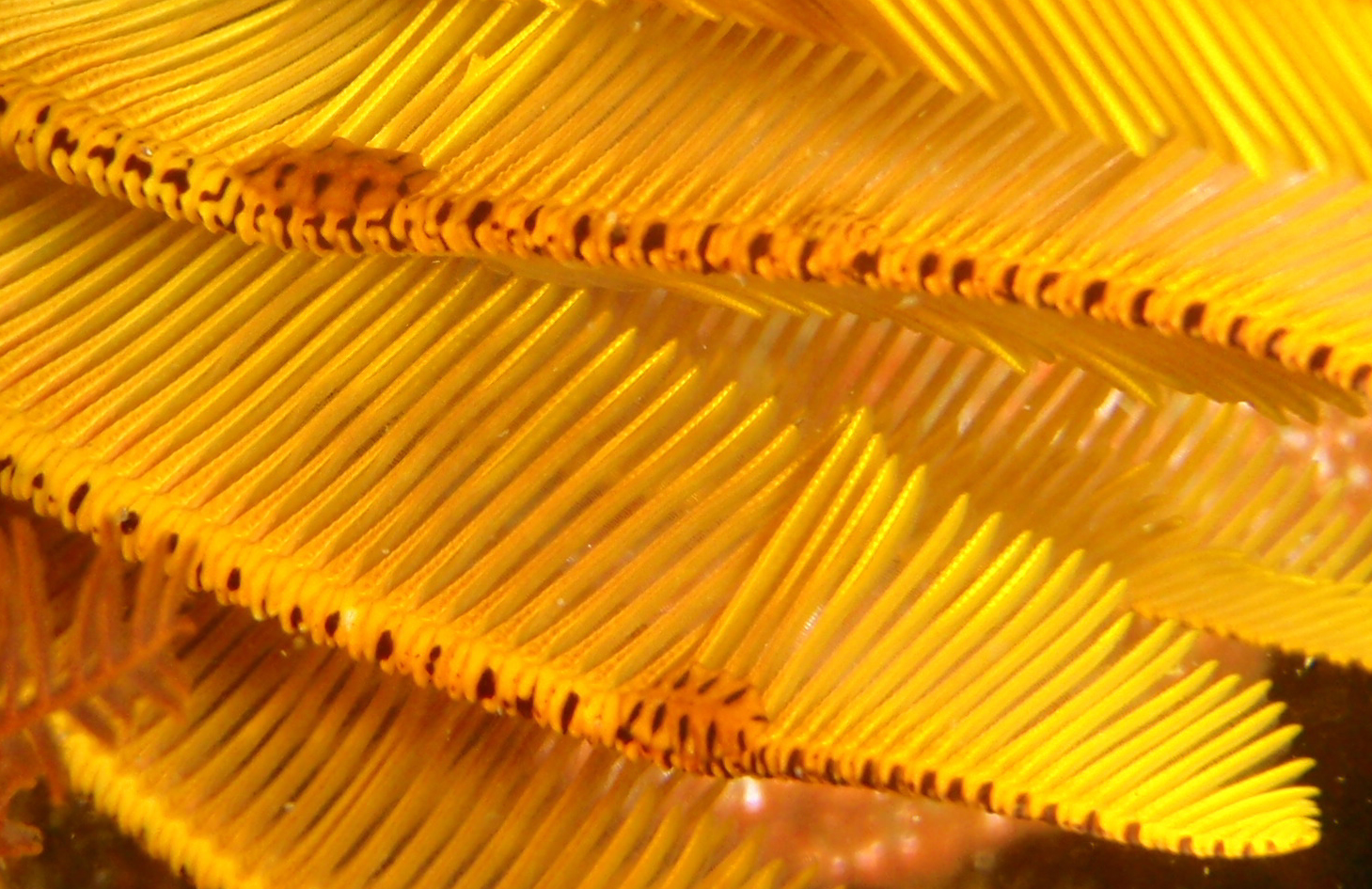
Gros plan sur les pinnules d'une Tropiometra carinata (parasitée par Myzostoma fuscomaculatum).
Anneissia bennetti.
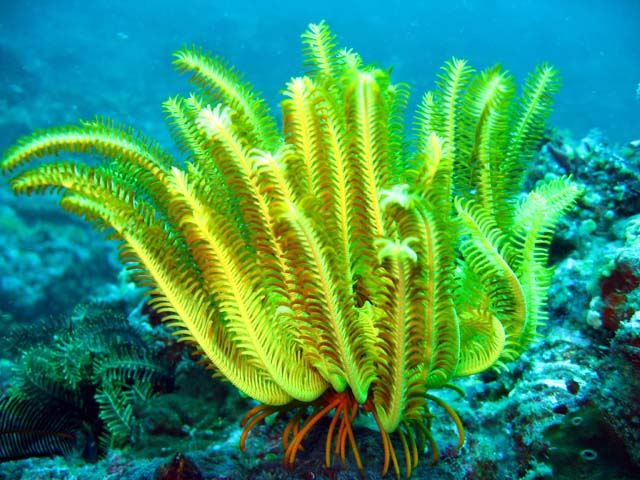
Comatule de Bali.
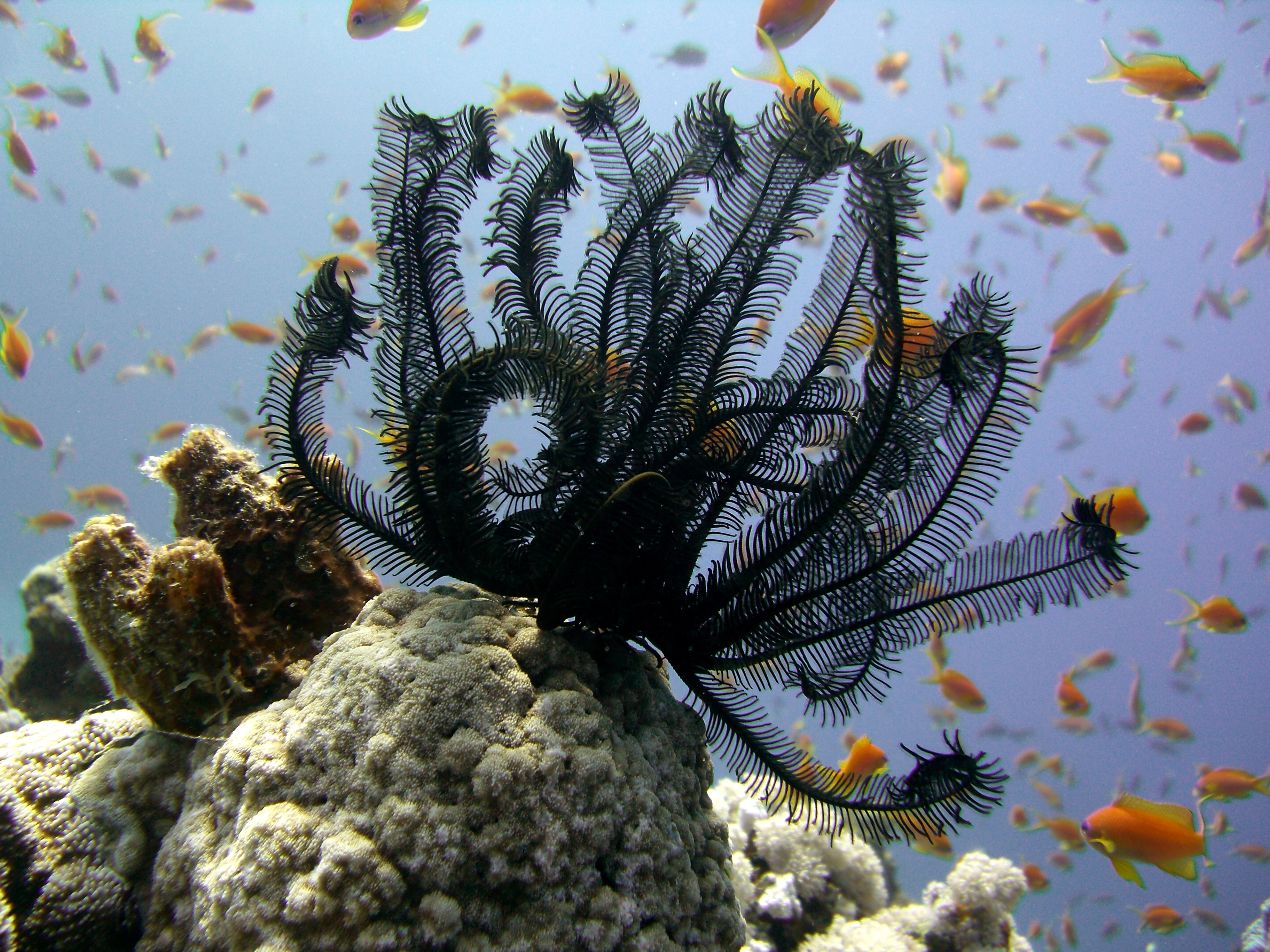
Comatule de Dahab.
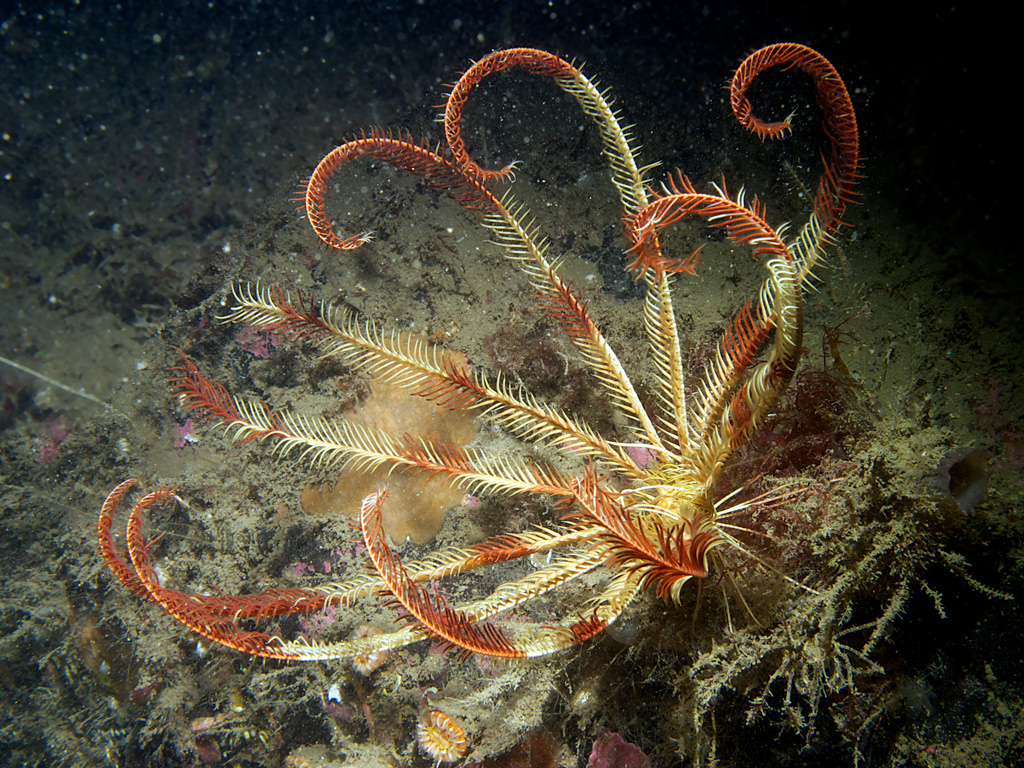
Leptometra celtica, espèce européenne de l'Atlantique nord.

## Phylogénie

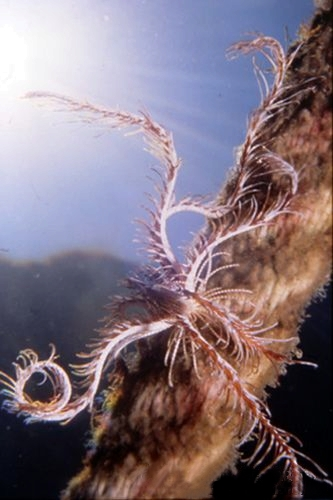
Antedon mediterranea, espèce endémique de la méditerranée.

La taxinomie des comatules, fondée sur les travaux d'Austin H. Clark, a été grandement révisée en 2014 par Charles Messing.
Ce groupe compte actuellement environ 575 espèces (soit près de 90 % des espèces de crinoïdes actuels), dont 45 sont pourvues d'une tige à l'âge adulte. 
| Selon World Register of Marine Species (8 avril 2015) : ..... - super-famille Antedonoidea Norman, 1865 - famille Antedonidae Norman, 1865 -- 50 genres, 165 espèces - famille Pentametrocrinidae AH Clark, 1908 -- 2 genres, 15 espèces - famille Zenometridae AH Clark, 1909 -- 3 genres, 5 espèces - super-famille Atelecrinoidea Bather, 1899 - famille Atelecrinidae Bather, 1899 -- 2 genres, 4 espèces - super-famille Comatuloidea Fleming, 1828 - famille Comatulidae Fleming, 1828 -- 21 genres, 93 espèces - super-famille Himerometroidea AH Clark, 1908 - famille Colobometridae AH Clark, 1909 -- 18 genres, 48 espèces - famille Eudiocrinidae AH Clark, 1907 -- 1 genre, 13 espèces - famille Himerometridae AH Clark, 1907 -- 5 genres, 39 espèces - famille Mariametridae AH Clark, 1909 -- 7 genres, 23 espèces - famille Zygometridae AH Clark, 1908 -- 2 genres, 10 espèces - super-famille Notocrinoidea Mortensen, 1918 - famille Aporometridae HL Clark, 1938 -- 1 genre, 3 espèces - famille Notocrinidae Mortensen, 1918 -- 1 genre, 2 espèces - super-famille Paracomatuloidea Hess, 1951 † - super-famille Tropiometroidea AH Clark, 1908 - famille Asterometridae Gislén, 1924 -- 3 genres, 11 espèces - famille Calometridae AH Clark, 1911 -- 5 genres, 16 espèces - famille Charitometridae AH Clark, 1909 -- 8 genres, 34 espèces - famille Ptilometridae AH Clark, 1914 -- 1 genre, 2 espèces - famille Thalassometridae AH Clark, 1908 -- 14 genres, 59 espèces - famille Tropiometridae AH Clark, 1908 -- 1 genre, 4 espèces - Comatulida incertae sedis - famille Atopocrinidae Messing, 2011 (in Hess & Messing, 2011) -- 1 genre monotypique - famille Bathycrinidae Bather, 1899 -- 5 genres, 15 espèces - famille Bourgueticrinidae Loriol, 1882 -- 2 genres, 16 espèces - famille Guillecrinidae Mironov & Sorokina, 1998 -- 2 genres, 3 espèces - famille Phrynocrinidae AH Clark, 1907 -- 2 genres, 4 espèces - famille Septocrinidae Mironov, 2000 -- 3 genres, 4 espèces | Selon ITIS (23 novembre 2013) : - ordre Comatulida A. H. Clark, 1908 - sous-ordre Macrophreata A. H. Clark, 1909 - famille Antedonidae Norman, 1865 - famille Atelecrinidae - famille Notocrinidae - famille Pentametrocrinidae - sous-ordre Oligophreata A. H. Clark, 1909 - famille Calometridae - famille Charitometridae - famille Colobometridae - famille Comasteridae Clark, 1908 - famille Eudiocrinidae - famille Himerometridae - famille Mariametridae - famille Thalassometridae - famille Tropiometridae - famille Zygometridae Selon NCBI (23 novembre 2013) : - ordre Comatulida - famille Antedonidae - famille Aporometridae - famille Comasteridae - famille Mariametridae |

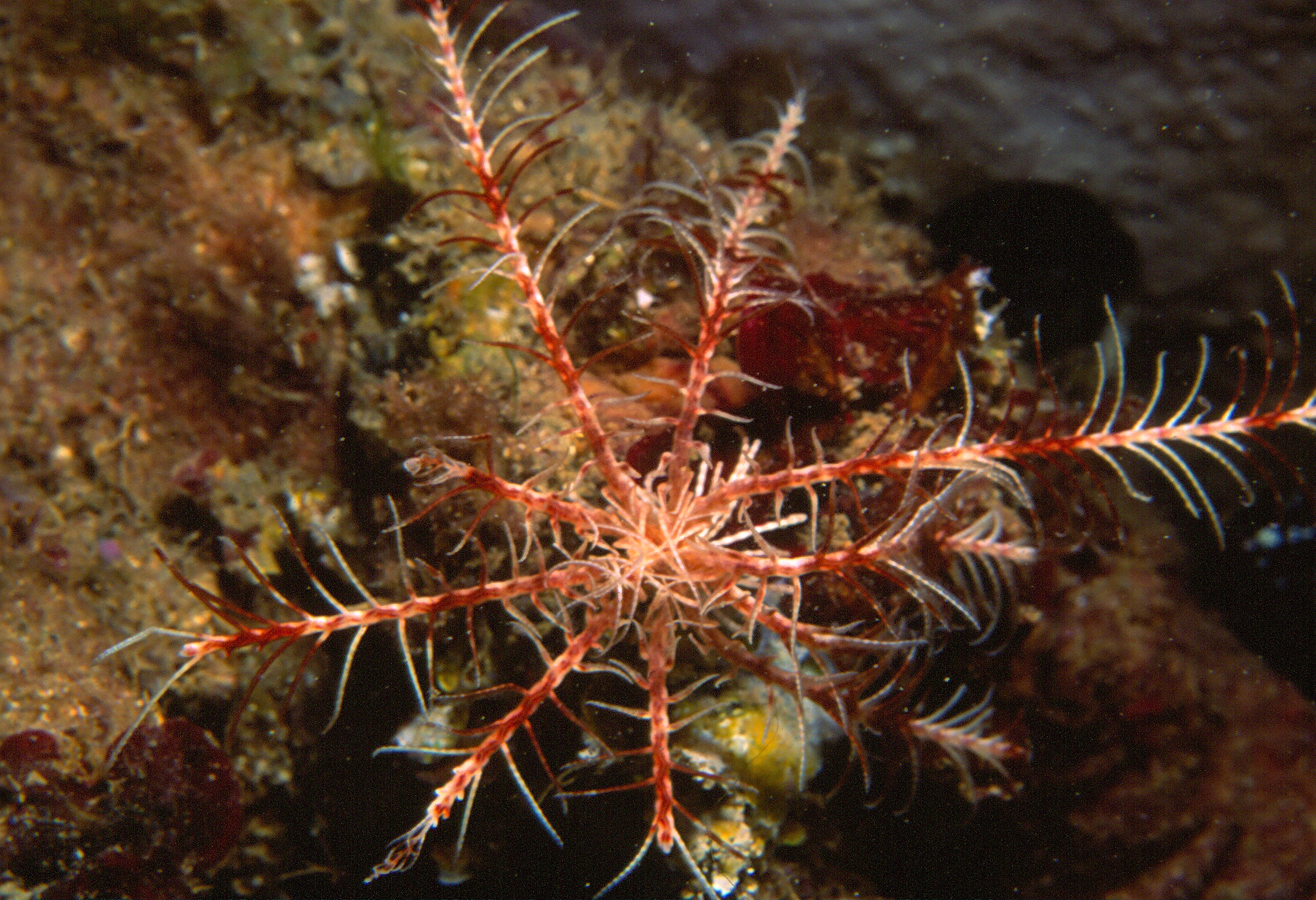
Antedon mediterranea, une Antedonidae
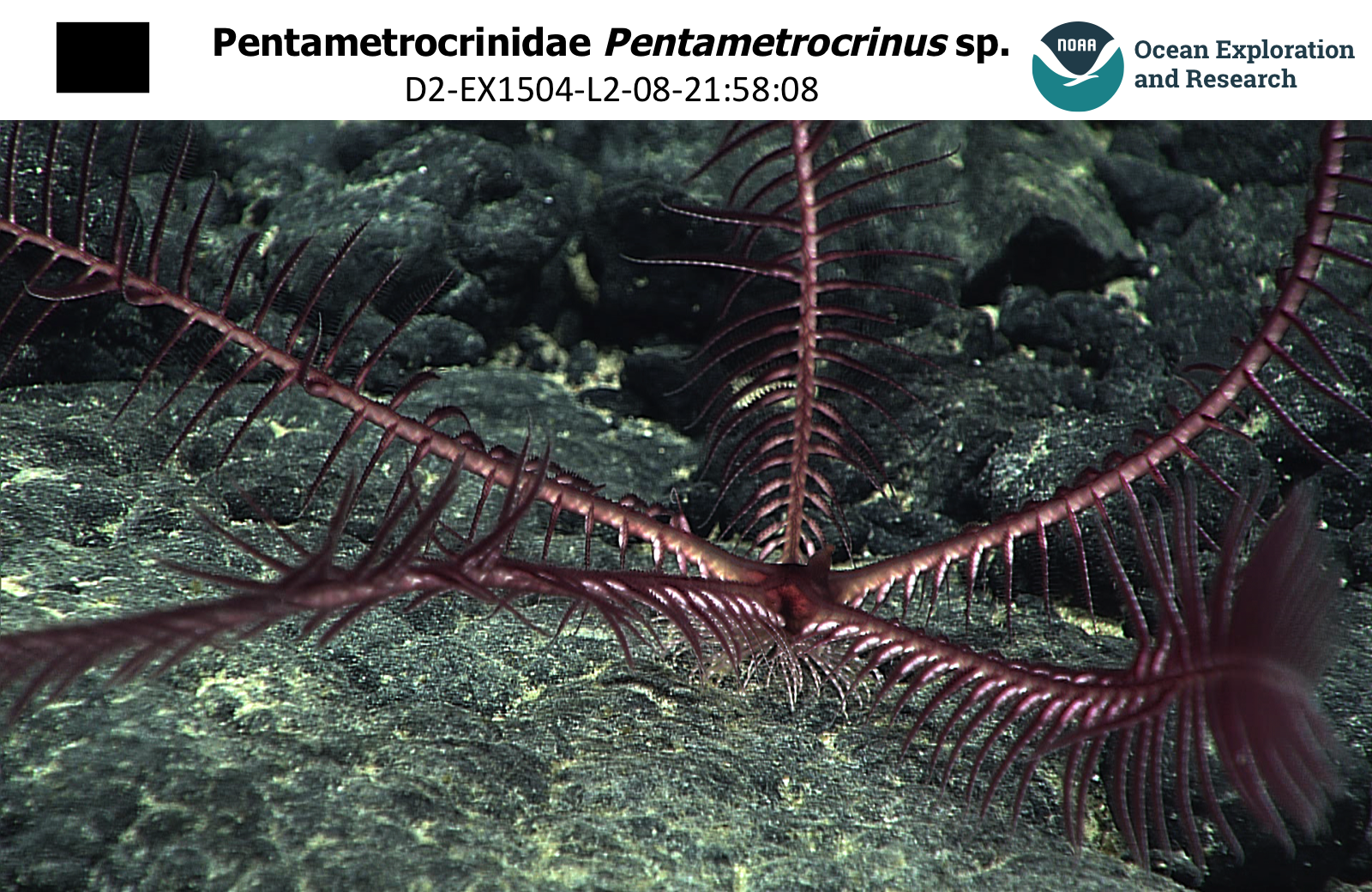
Pentametrocrinus sp., une Pentametrocrinidae
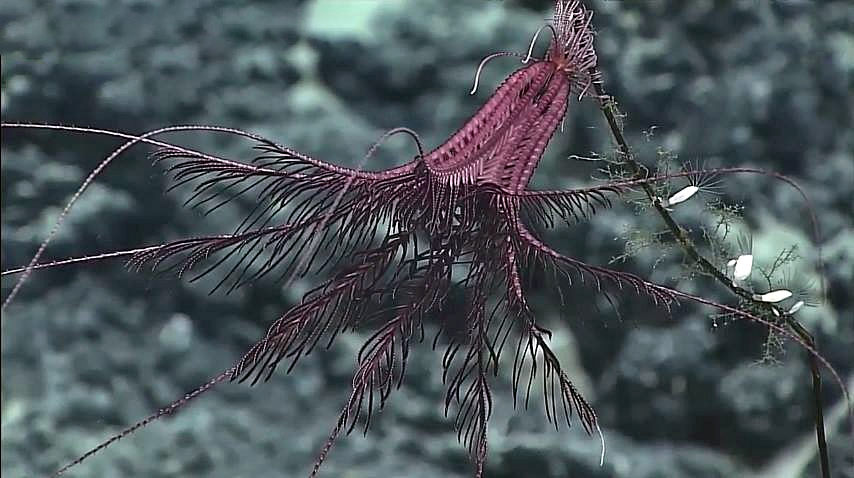
Sarametra triserialis, une Zenometridae
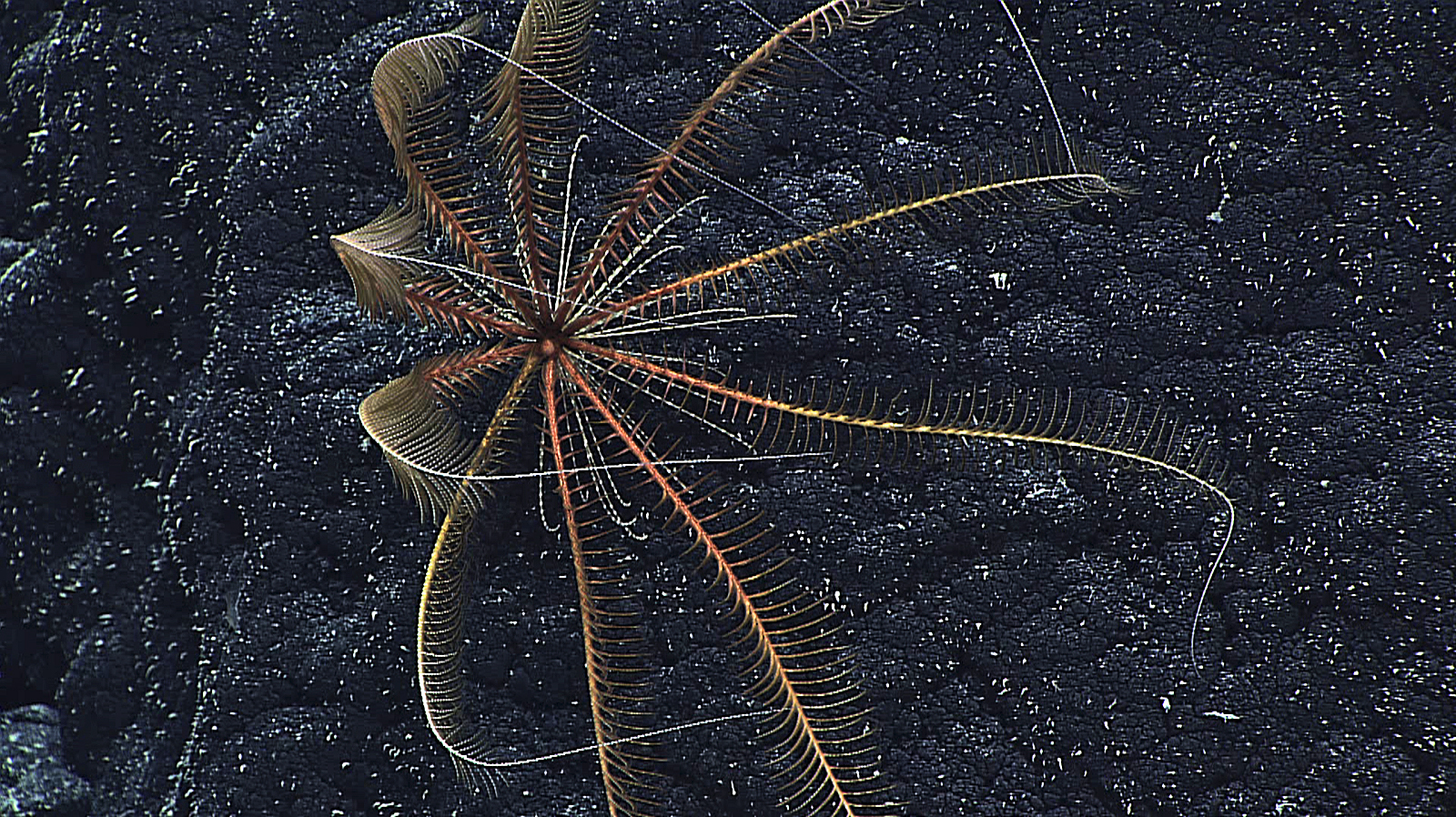
Paratelecrinus conifer, une Atelecrinidae
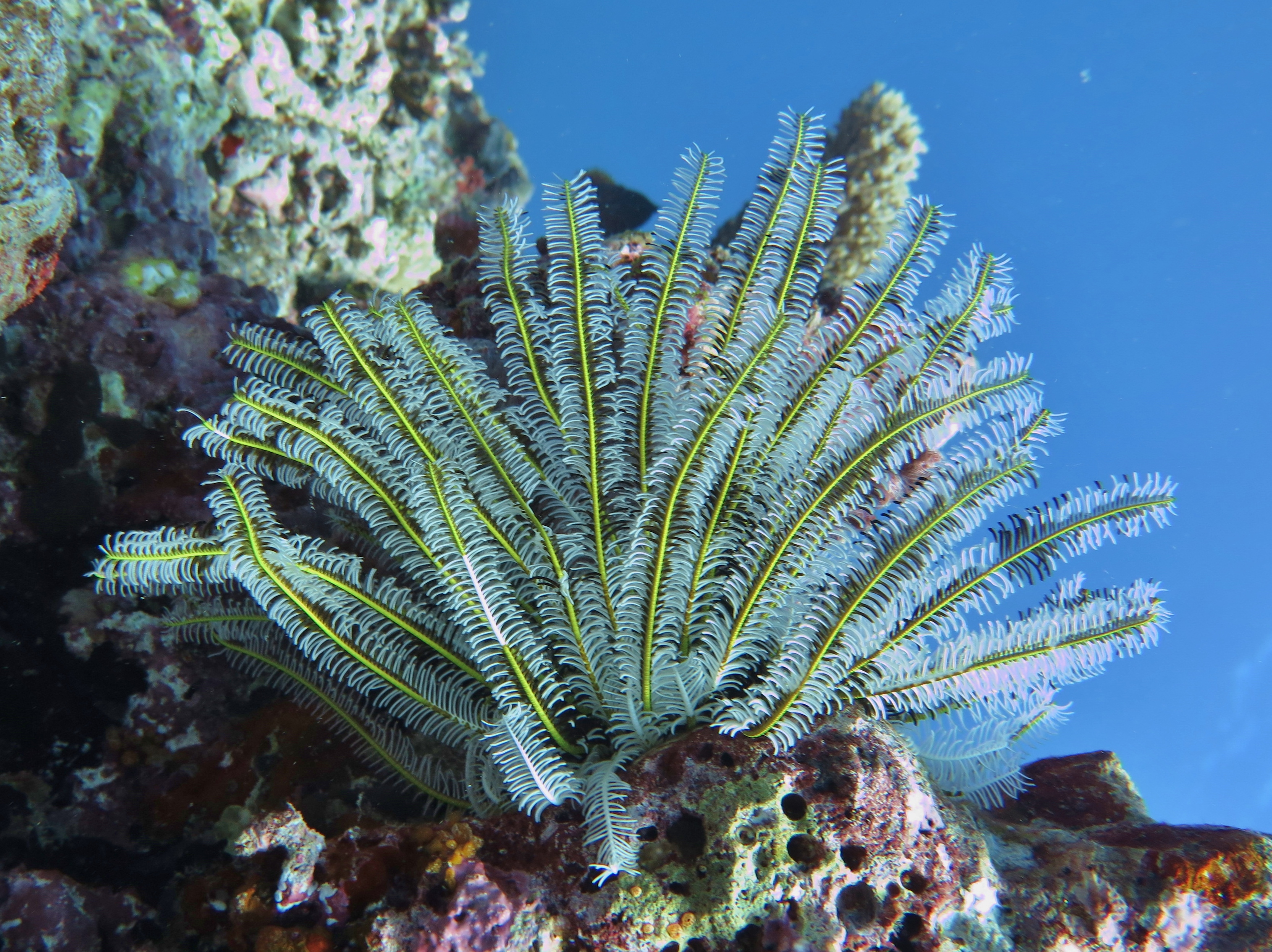
Comaster schlegelii, une Comatulidae
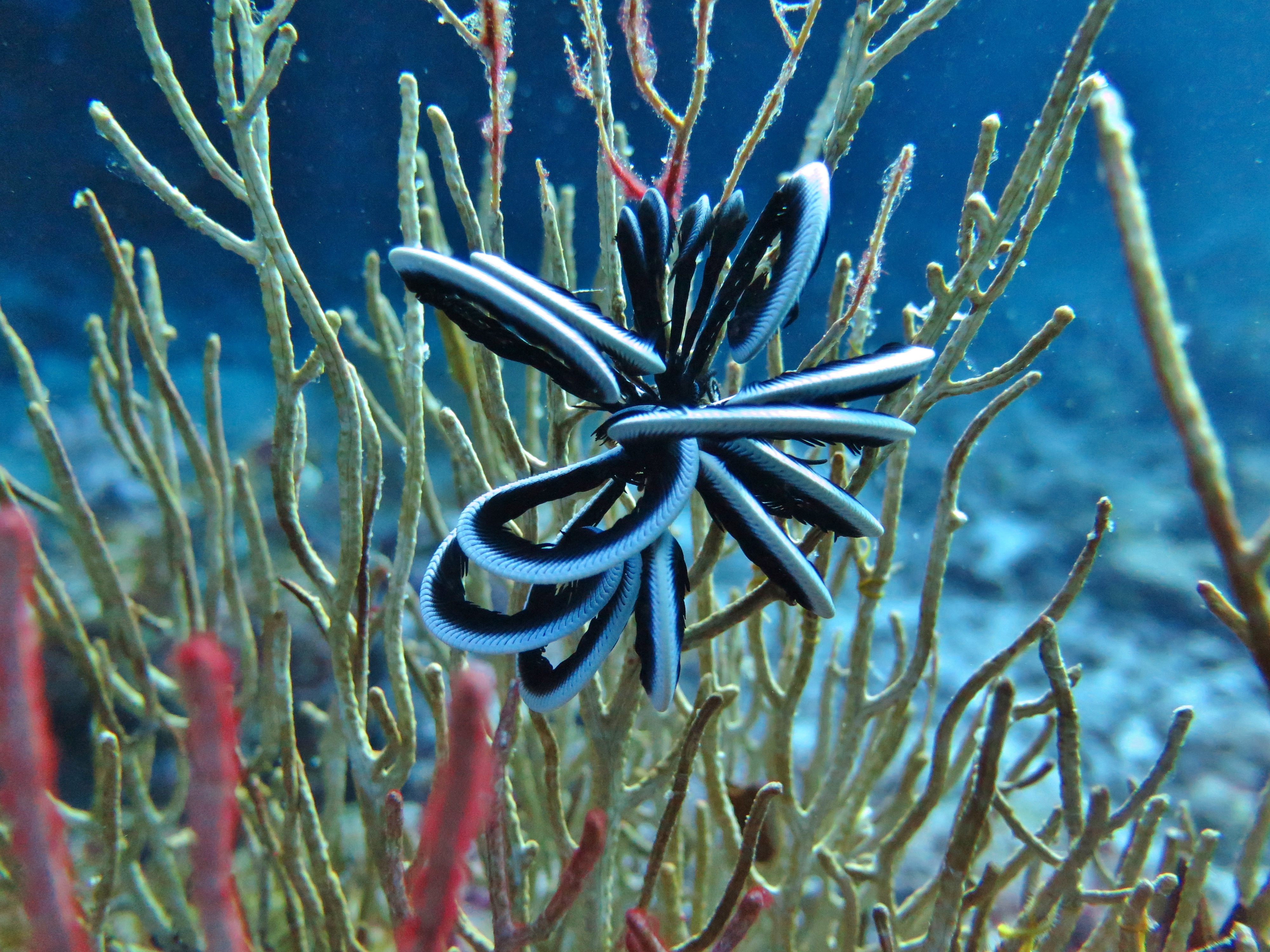
Cenometra bella, une Colobometridae
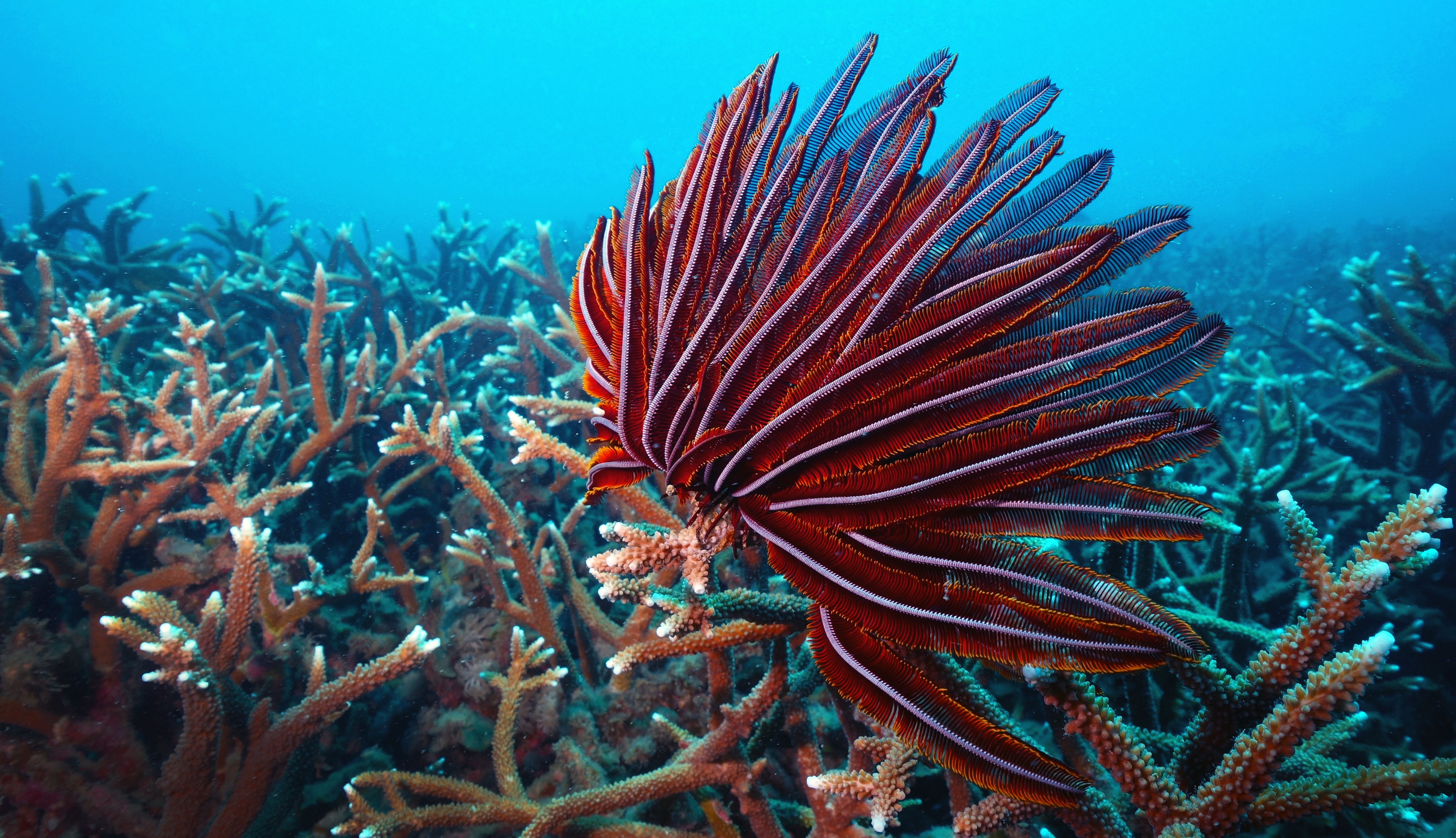
Himerometra robustipinna, une Himerometridae
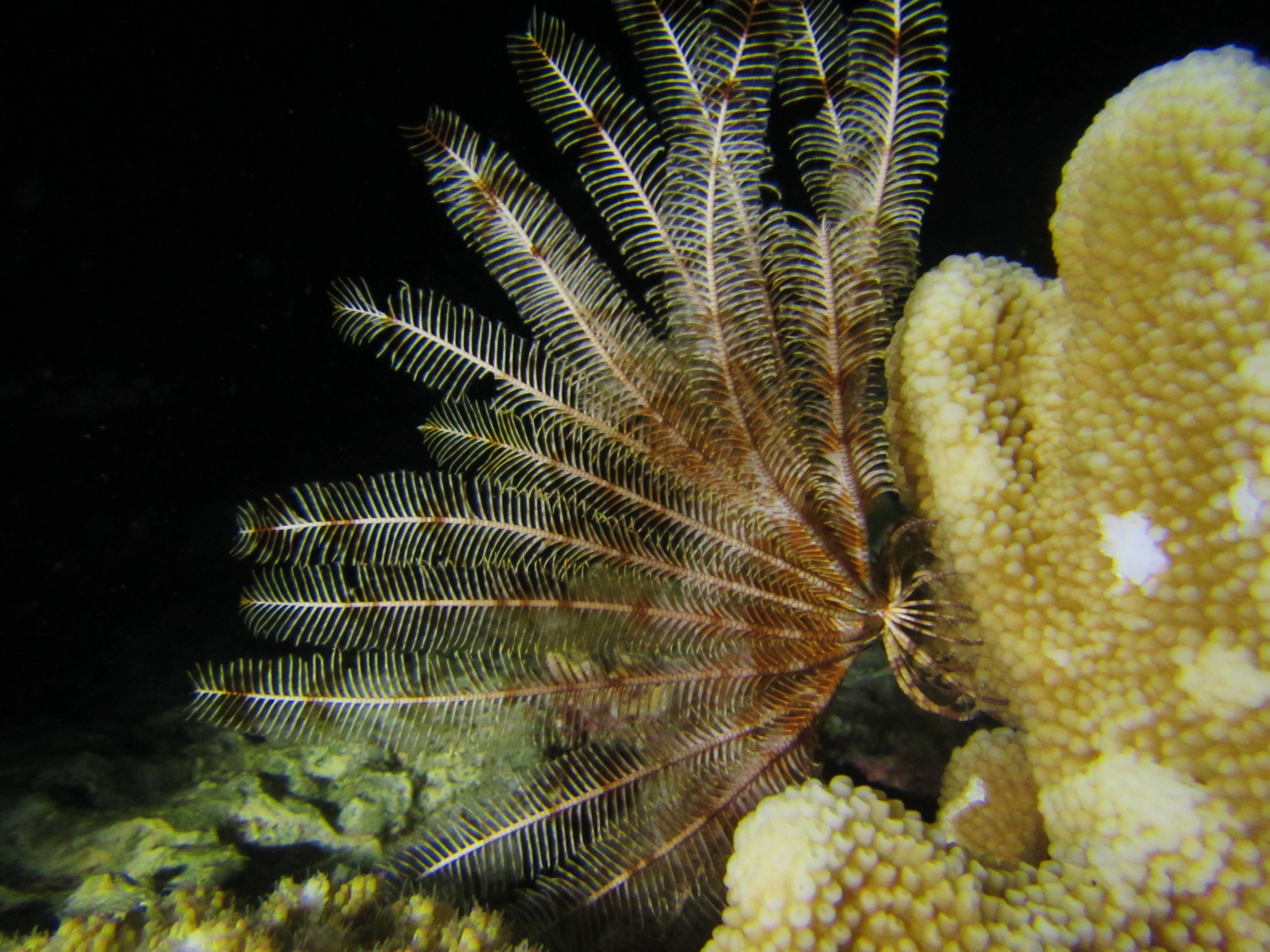
Stephanometra indica, une Mariametridae
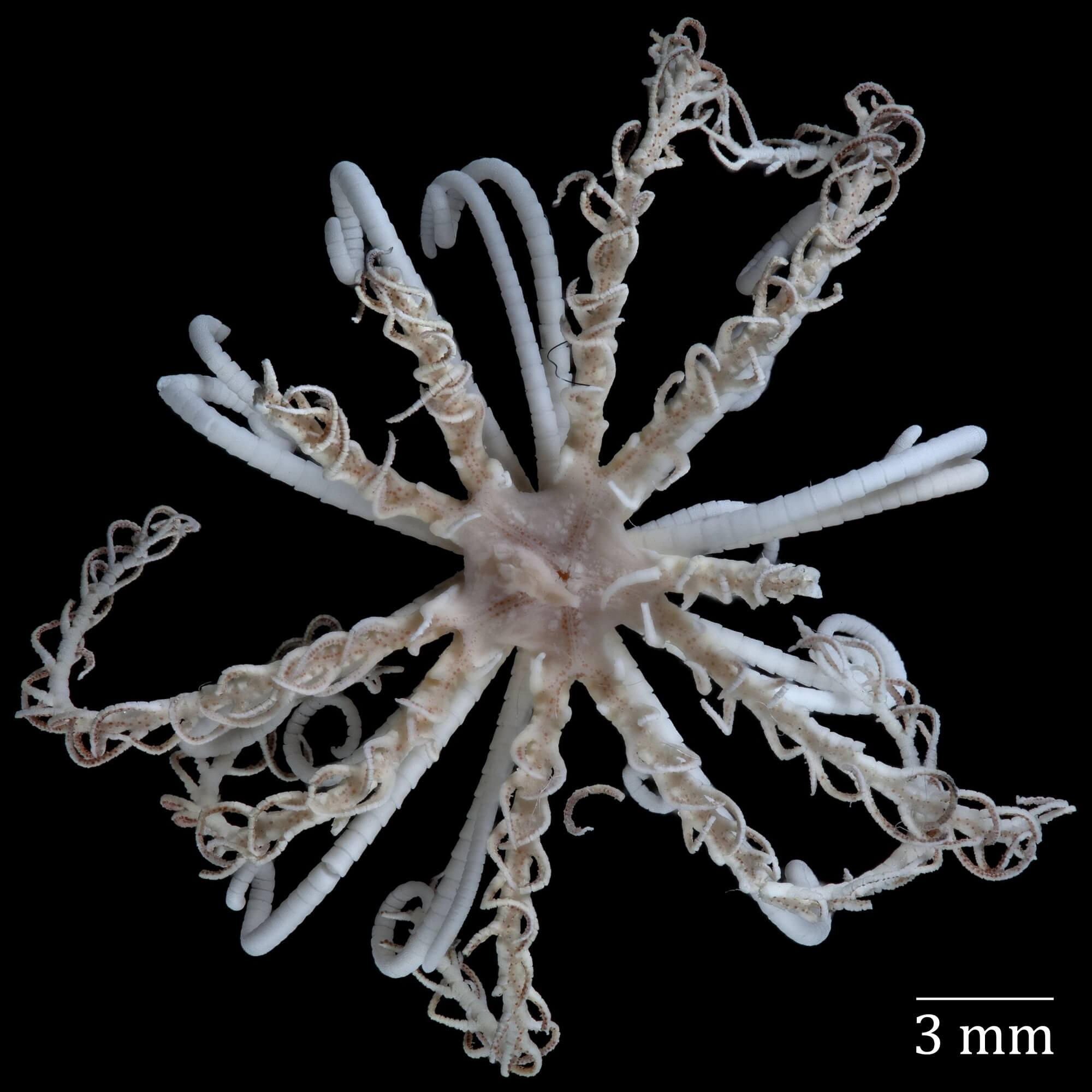
Aporometra wilsoni, une Aporometridae
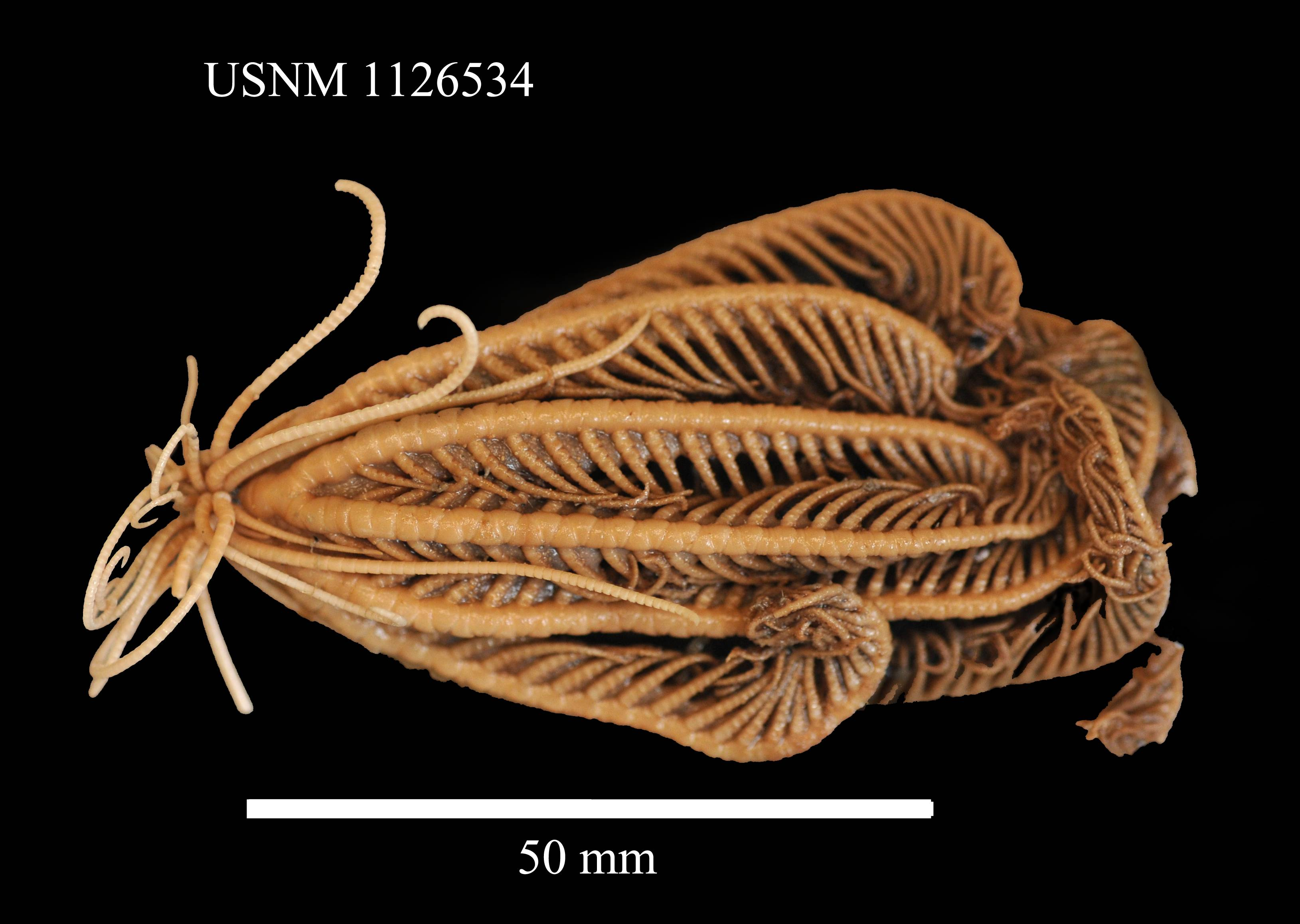
Notocrinus virilis, une Notocrinidae
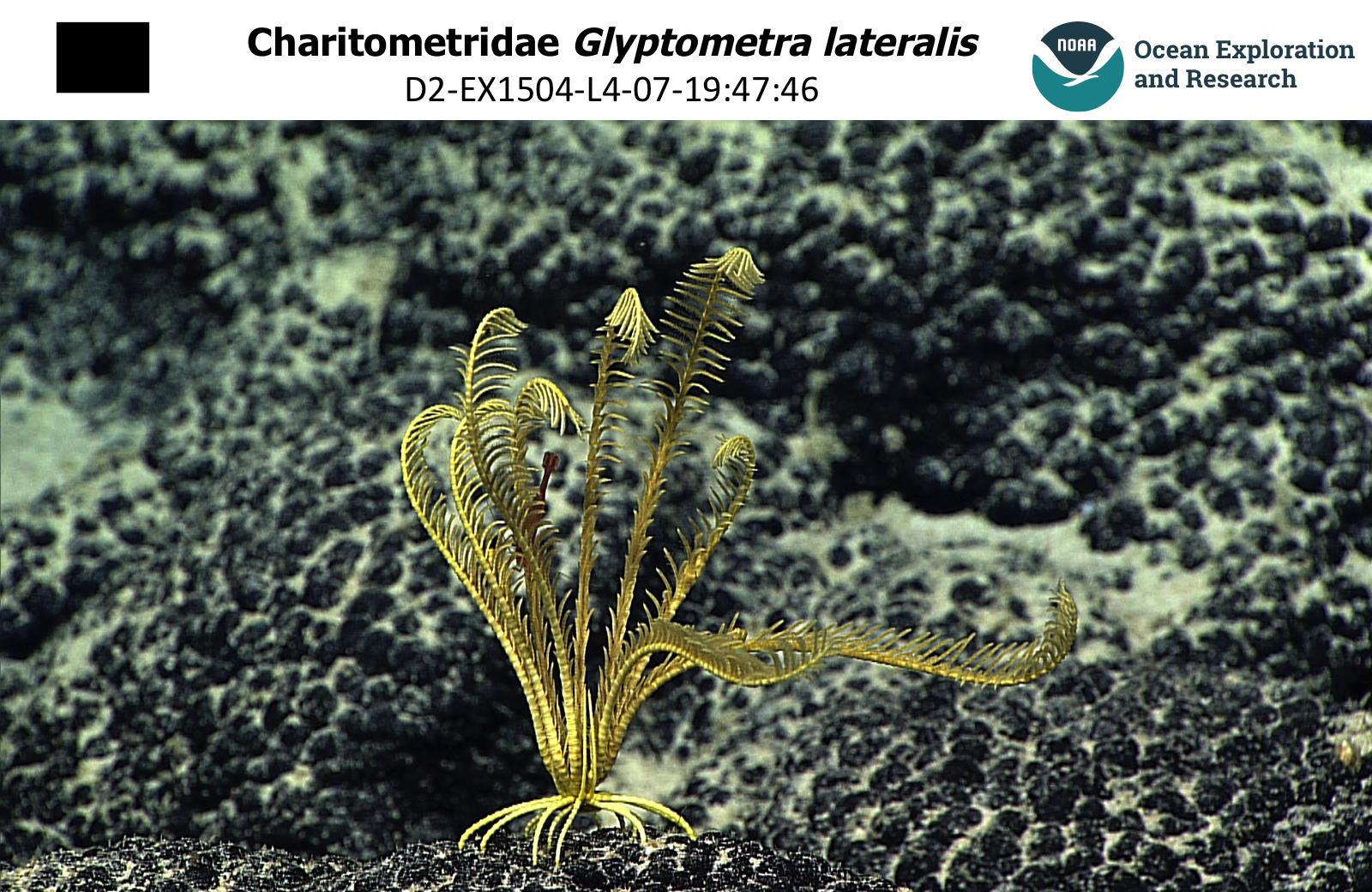
Glyptometra lateralis, une Charitometridae
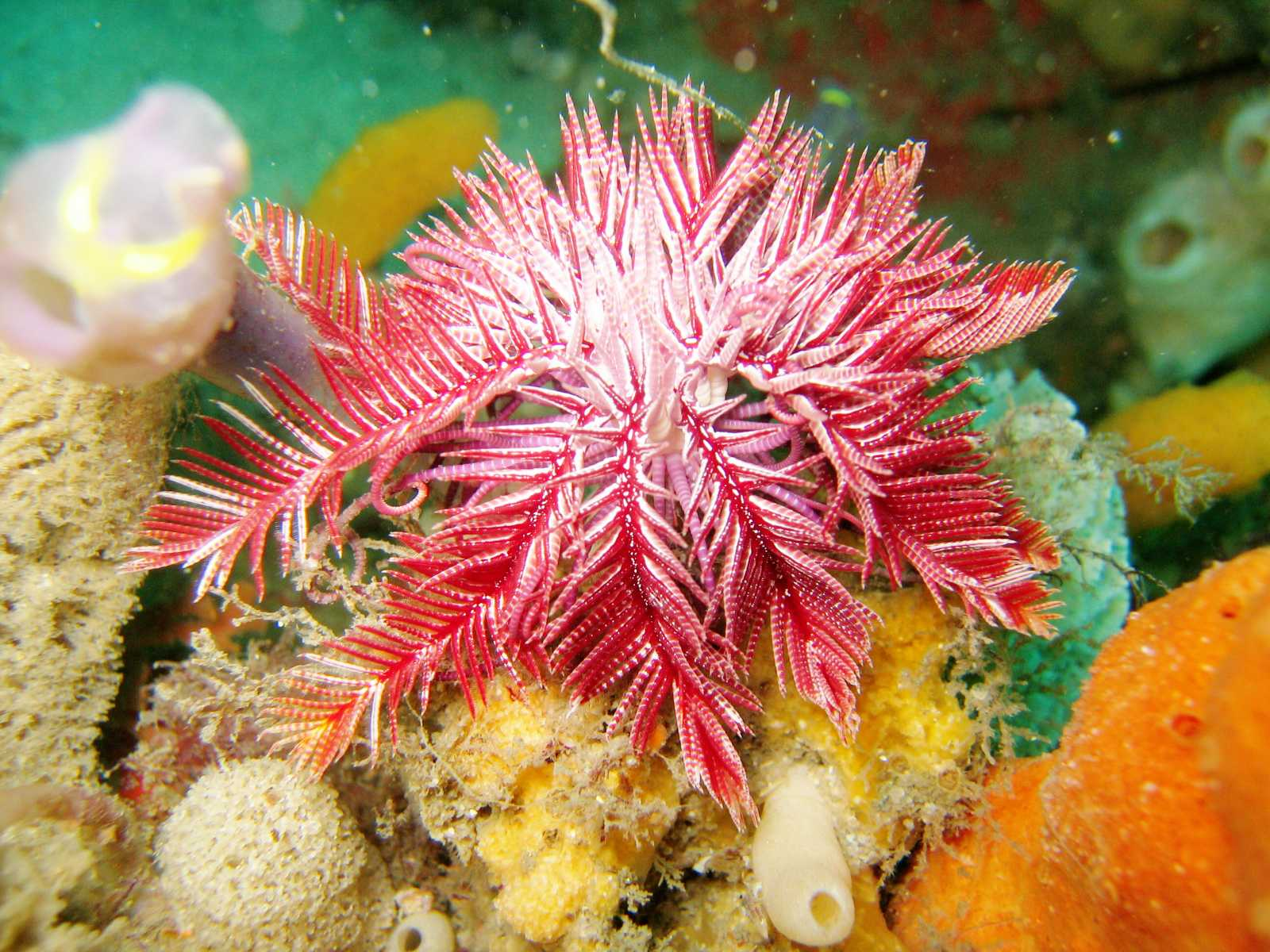
Ptilometra australis, une Ptilometridae
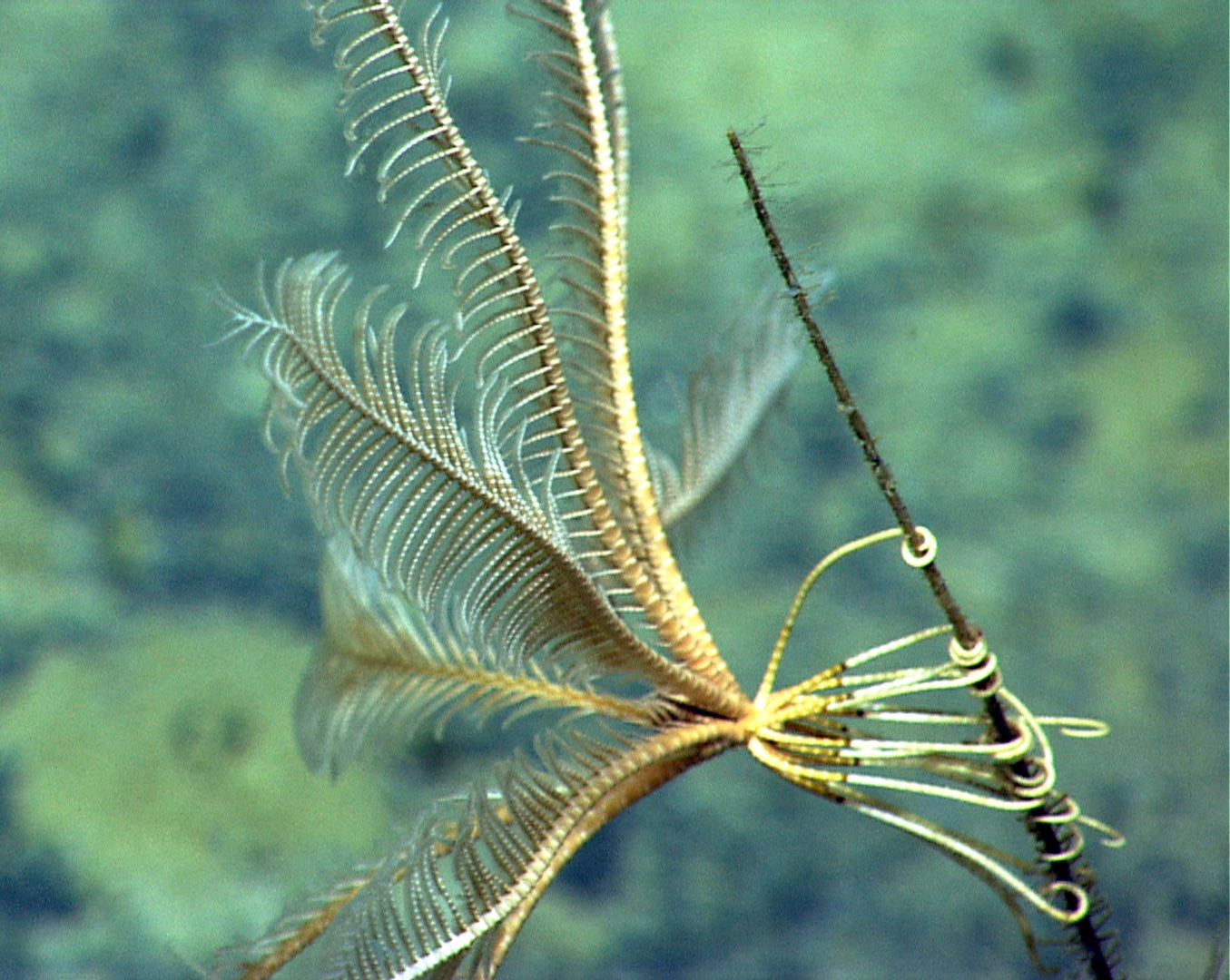
Une Thalassometridae
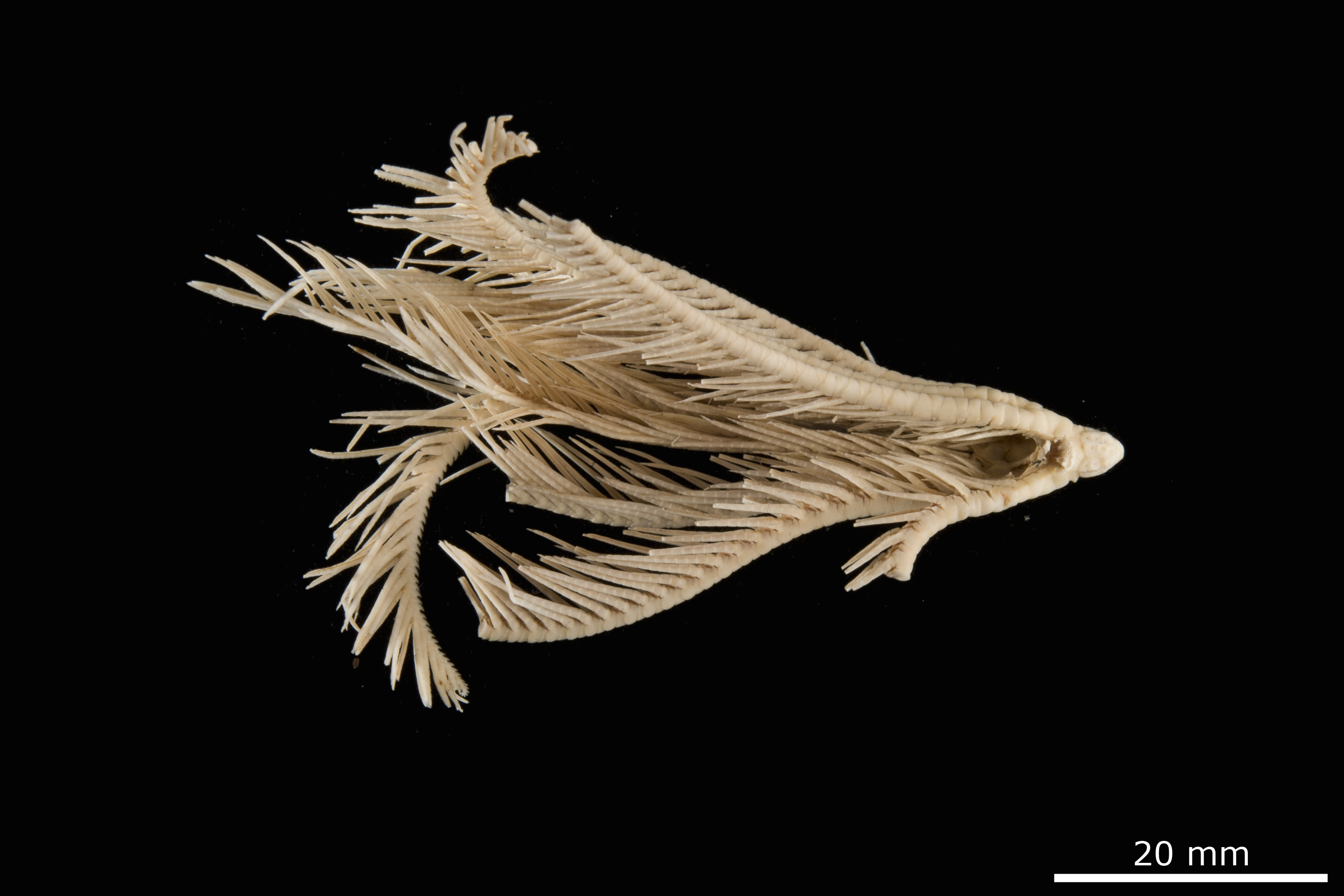
Asterometra anthus, une Asterometridae
Neometra sappho, une Calometridae
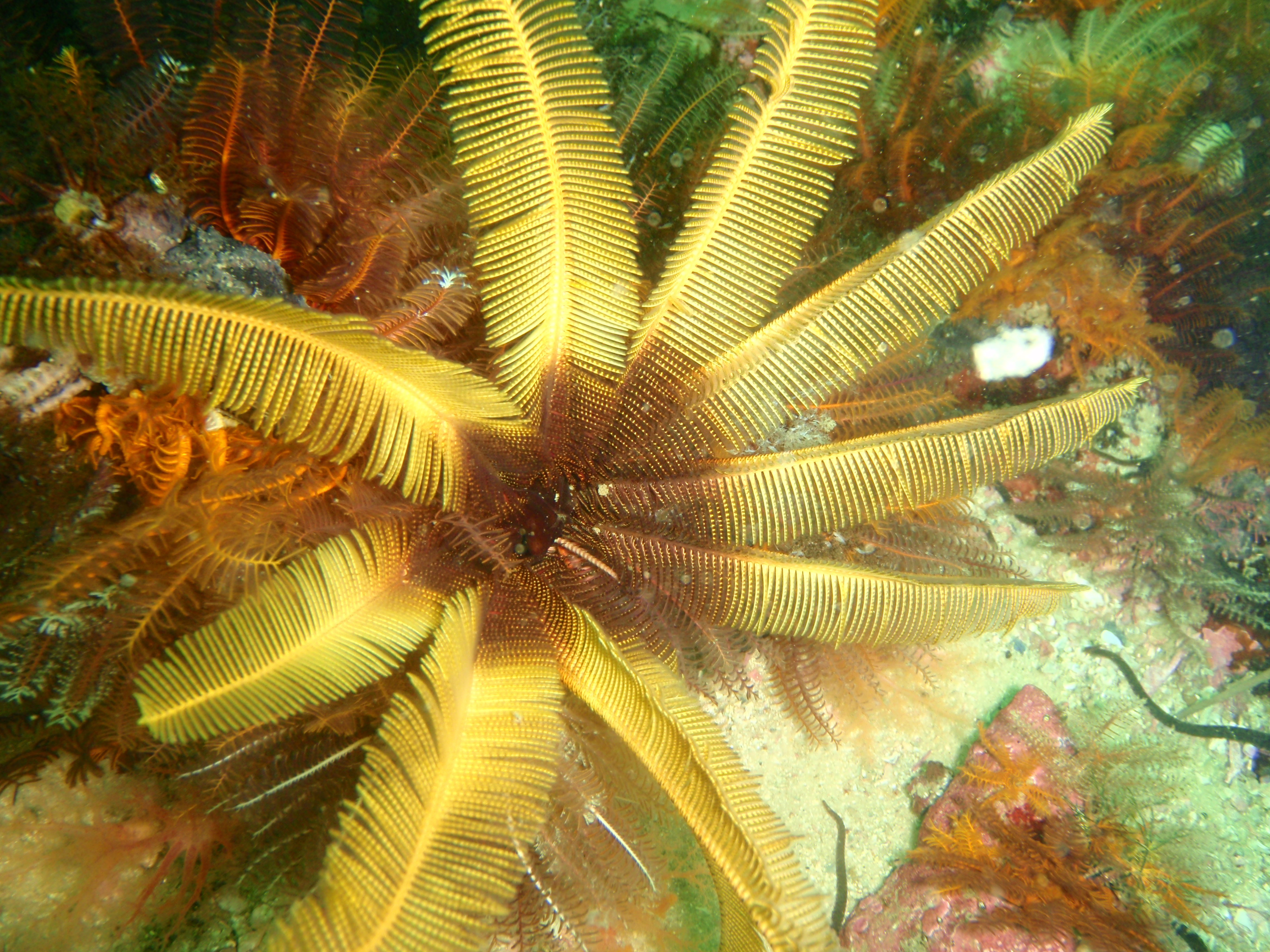
Tropiometra carinata, une Tropiometridae
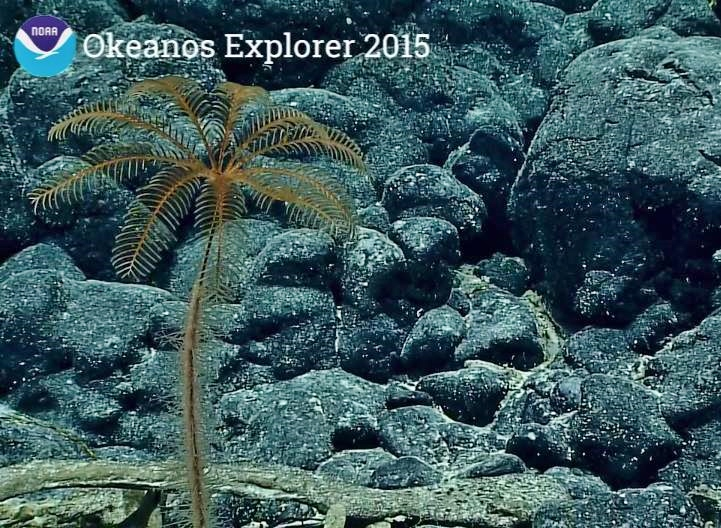
Une Bathycrinidae (espèce abyssale qui a restauré l'usage d'une tige)
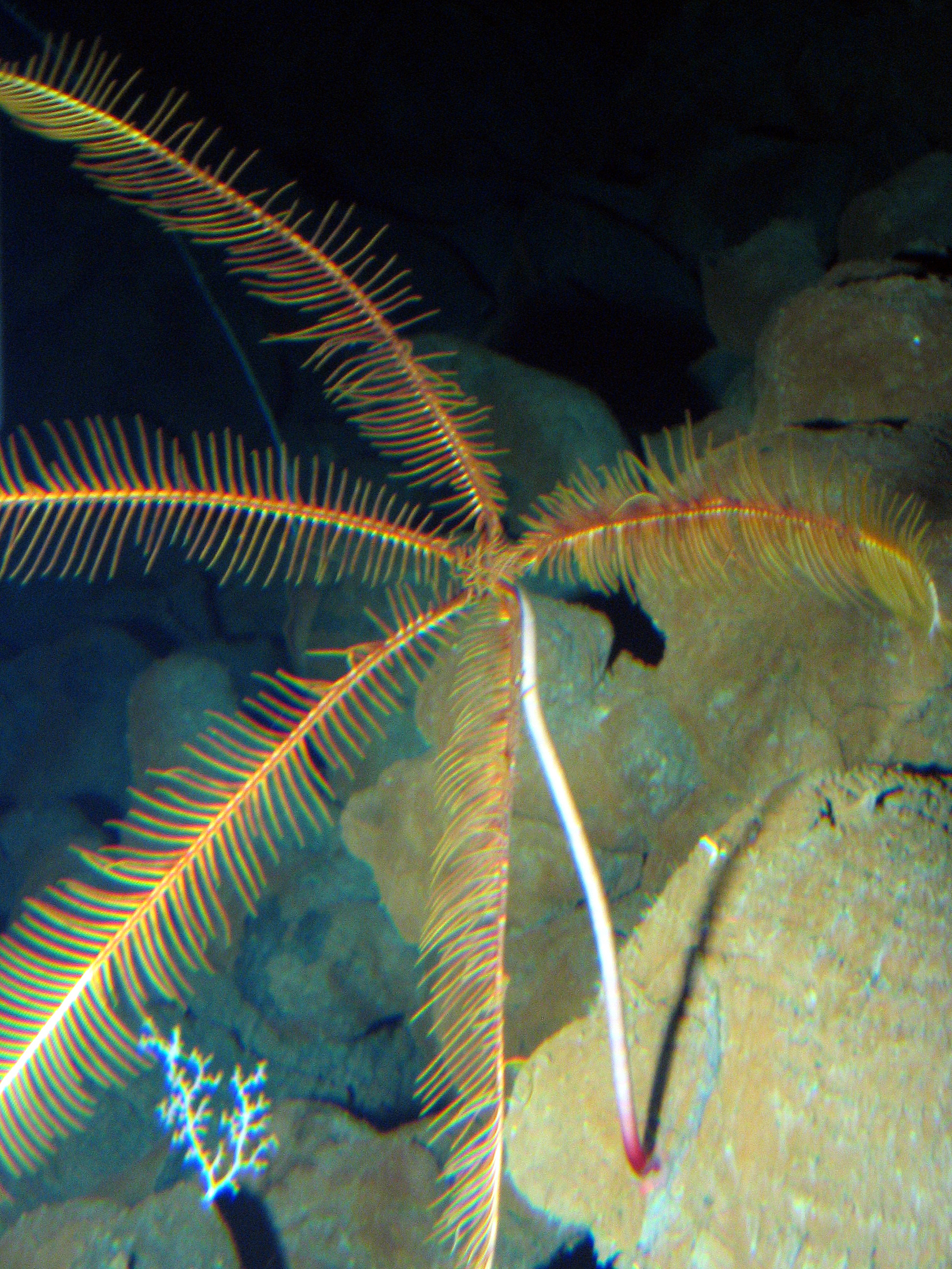
Guillecrinus neocaledonicus, une Guillecrinidae (idem)
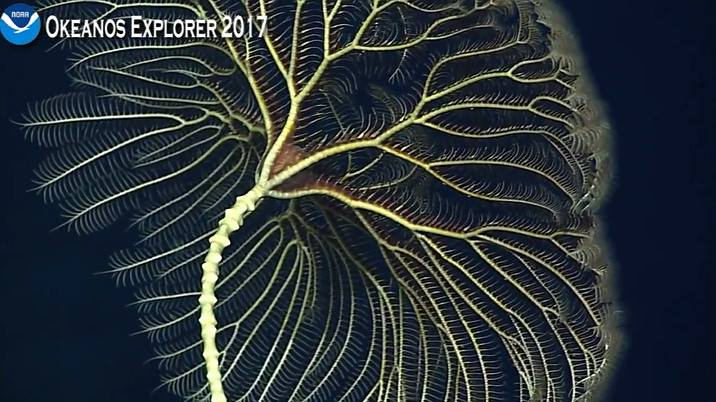
Une Phrynocrinidae (idem)